# Coffea zanguebariae
Coffea zanguebariae är en måreväxtart som beskrevs av João de Loureiro. Coffea zanguebariae ingår i släktet Coffea och familjen måreväxter. Inga underarter finns listade i Catalogue of Life.